# Джузепе Гуарнери
Бартоломео Джузепе Антонио Гуарнери, дел Джезу (на италиански: Bartolomeo Giuseppe Antonio Guarneri, detto del Gesù; Кремона, 21 август 1698 г. – Кремона, 17 октомври 1744 г.) е италиански лютиер, известен още като Гуарнери дел Джезу, защото подписва своите инструменти от вътрешната страна на звуковата дъска с думите Nomina sacra, IHS (монограма на Христос) и римски кръст. Неговите инструменти имат престиж и стойност, сравними с тези на Антонио Страдивари.
Почти нищо не се знае за детството му, въпреки че се твърди, че е работил със Страдивари, макар, че неговият стил е противоположен на този на другия учител. Други източници твърдят, че той всъщност е бил ученик на Андреа Гизалберти. Противно на общоприетото схващане, неговите цигулки са по-близки до училището от Бреша, отколкото до това от Кремона. Джузепе Гуарнери е бил известен като странен човек, подложен на гневни пристъпи, вероятно провокирани от пристрастяването му към алкохола.
Неговите цигулки, в сравнение с тези на Страдивари, имат по-малко спонтанен, но по-мощен и дълбок звук.
Николо Паганини е използвал много цигулки от различни автори, но неговият най-известен и обичан инструмент е Guarneri del Gesù, наречен Il Cannone (заради силата си) и той преоценява работата на лютиер, смятан дотогава за второстепенен.
Някои високо ценени цигулари, като Яша Хейфец, Айзък Стърн, Пинхас Цукерман, Артур Грумио, Уто Уги, Хенрик Шеринг, Дейвид Гарет, Вадим Репин, Гидон Кремер и Лейла Йозефович понякога използват Гуарнери в своите концерти.
„Канонът“ на Паганини е изложен в музеите на Страда Нуова, Генуа, Италия.
Известният Vieuxtemps Guarneri е бил използван от Henri Vieuxtemps и е един от последните, които майсторът Гуарнери е направил. Това е най-скъпият инструмент в историята според аукциона през 2010 г.
Производството му може да бъде разделено на три периода:
Първият от тях е по-скоро експериментален, с няколко отлични цигулки с малък формат, но все още без да достигне перфектно майсторство.
От 1730 г. той започва своя втори период, в който създава някои от своите шедьоври. Този етап е прекъснат внезапно: по време на банкет, на който виното се разлива, Джузепе удря мъж, който при падане счупва черепа си в маса и умира незабавно. Заради този трагичен инцидент лютиерът прекара няколко години в затвора. В този период той несигурно произвежда серия от цигулки, наречени violini della serva, чието дърво е с ниско качество, работата не е много внимателна и лакът е дефектен. Въпреки това тембърът на тези цигулки е сладък и меланхоличен и не отклонява вниманието от предишните им инструменти.
Около 1740 г. започва третият период, характеризиращ се с производството на великолепни цигулки с изключително мощна звучност. Маестрото умира на 17 октомври 1744 г. и неговите цигулки излизат от употреба, докато брилянтният Николо Паганини не използва „Канонът“, любимата му цигулка, исторически екземпляр, с който преоценява фигурата на Гуарнери. С него кремонският клон на фамилията Гуарнери изчезва. В момента най-скъпата цигулка в света е Del Gesú, оценена на повече от три милиона евро, която е продадена на търг – на неизвестна цена – в Лондон през 2008 г.